# Лоотс, Хуан
Хуан Баутиста Гислен Лоотс Деблаэс (исп. Juan Bautista Ghislain Loots Deblaes, собственно Жан Батист Гислен Лоотс, фр. Jean Baptiste Ghislain Loots; 30 июня 1875, Брюссель — 2 августа 1929, Сан-Хосе) — бельгийский и коста-риканский флейтист, дирижёр и музыкальный педагог.
Окончил Брюссельскую консерваторию (1895) по классу флейты, ученик Теофиля Антони; изучал также композицию у Поля Жильсона. Одновременно с 1891 г. играл в военных оркестрах, с 1893 г. в духовом оркестре полиции. С 1904 г. флейтист в оркестре оперного театра Ла Монне. Играл также на гобое и саксофоне.
В 1907 г. по приглашению посла Коста-Рики во Франции и Бельгии Мануэля Марии де Перальты отправился для дальнейшей работы в Коста-Рику, где занял пост генерального директора военных оркестров страны, подписав договор с президентом страны Клето Гонсалесом Викесом. В 1909 г. основал национальную Школу военных музыкантов. Об успешной работе Лоотса говорит тот факт, что в 1912 году военный оркестр под его руководством был приглашён в Панаму для музыкального сопровождения инаугурации панамского президента Белисарио Порраса.
В сентябре 1914 г. вернулся в Бельгию, чтобы защищать свою страну в Первой мировой войне, но в связи с быстрой оккупацией Бельгии уже весной 1915 г. вновь оказался в Коста-Рике. В том же году предпринял попытку создать в Коста-Рике симфонический оркестр, собрав 55 музыкантов, однако по финансовым причинам удалось дать только два концерта. Руководил военными оркестрами страны до 1921 г. и затем вновь с 1925 г. до конца жизни. Одновременно вернулся к попыткам организации симфонического оркестра; созданный Лоотсом на сей раз Симфонический оркестр Коста-Рики (исп. Orquesta Sinfónica de Costa Rica) состоял из 41 музыканта и действовал в 1926—1928 гг., а в 1927 г. даже отправился на гастроли в Гватемалу и Мексику, но в Мексике был раскритикован как значительно менее профессиональный в сравнении с местными коллективами.
Наиболее значительный из его учеников — Роберто Кантильяно.
Лоотс почти не занимался композицией, однако в 1910 г. сочинил приветственный марш в честь новоизбранного президента Коста-Рики Рикардо Хименеса.